# Insalde
Insalde is een plaats (freguesia) in de Portugese gemeente Paredes de Coura en telt 433 inwoners (2001).

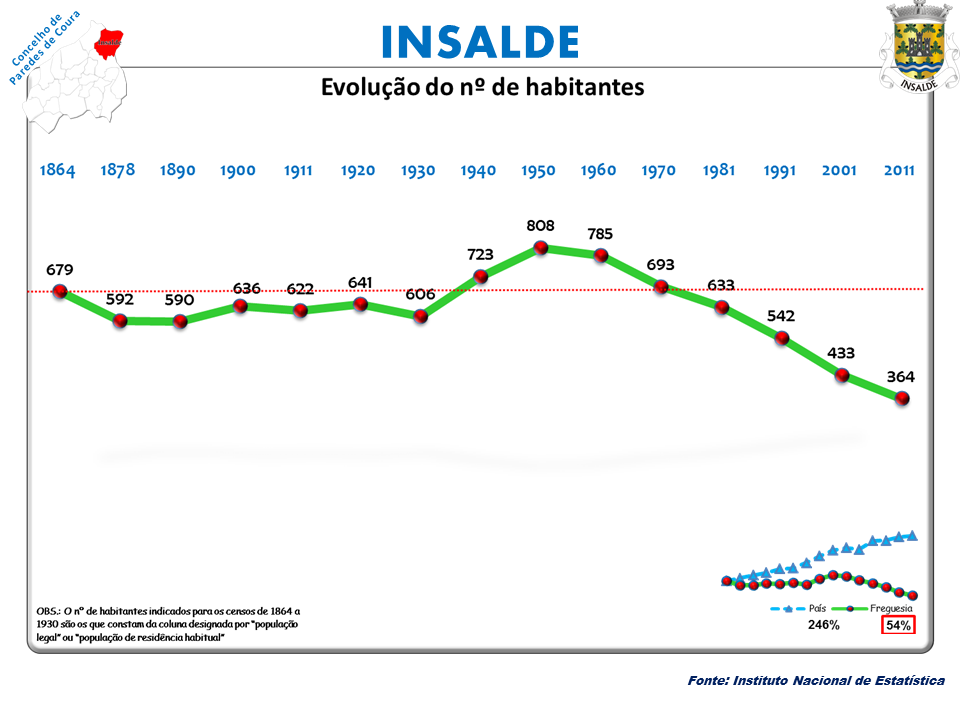
Bevolkingsontwikkeling tussen 1864 en 2011